# 毛果珍珠茅
毛果珍珠茅（学名：Scleria hebecarpa），为莎草科珍珠茅属下的一个植物变种。